# اینتی اوتکا
اینتی اوتکا (به اسپانیایی: Inti Utka) یک کوه در پرو است که در Peru, Apurímac Region, Antabamba Province, Arequipa Region, La Unión Province, Peru واقع شده‌است. اینتی اوتکا ۵٬۱۰۰ متر بالاتر از سطح دریا واقع شده‌است.